# Wielochodówka
Wielochodówka – zadanie szachowe, w którym białe matują w swoim czwartym lub późniejszym posunięciu.
Przykłady wielochodówek szachowych:
|   | a | b | c | d | e | f | g | h |   |
| 8 | f6 – Czarny pionek · h6 – Czarny pionek · h5 – Czarny pionek · h4 – Czarny pionek · f3 – Biały skoczek · g3 – Czarny pionek · h3 – Czarna wieża · e2 – Biały pionek · g2 – Biała wieża · h2 – Czarny pionek · f1 – Biały król · h1 – Czarny król | f6 – Czarny pionek · h6 – Czarny pionek · h5 – Czarny pionek · h4 – Czarny pionek · f3 – Biały skoczek · g3 – Czarny pionek · h3 – Czarna wieża · e2 – Biały pionek · g2 – Biała wieża · h2 – Czarny pionek · f1 – Biały król · h1 – Czarny król | f6 – Czarny pionek · h6 – Czarny pionek · h5 – Czarny pionek · h4 – Czarny pionek · f3 – Biały skoczek · g3 – Czarny pionek · h3 – Czarna wieża · e2 – Biały pionek · g2 – Biała wieża · h2 – Czarny pionek · f1 – Biały król · h1 – Czarny król | f6 – Czarny pionek · h6 – Czarny pionek · h5 – Czarny pionek · h4 – Czarny pionek · f3 – Biały skoczek · g3 – Czarny pionek · h3 – Czarna wieża · e2 – Biały pionek · g2 – Biała wieża · h2 – Czarny pionek · f1 – Biały król · h1 – Czarny król | f6 – Czarny pionek · h6 – Czarny pionek · h5 – Czarny pionek · h4 – Czarny pionek · f3 – Biały skoczek · g3 – Czarny pionek · h3 – Czarna wieża · e2 – Biały pionek · g2 – Biała wieża · h2 – Czarny pionek · f1 – Biały król · h1 – Czarny król | f6 – Czarny pionek · h6 – Czarny pionek · h5 – Czarny pionek · h4 – Czarny pionek · f3 – Biały skoczek · g3 – Czarny pionek · h3 – Czarna wieża · e2 – Biały pionek · g2 – Biała wieża · h2 – Czarny pionek · f1 – Biały król · h1 – Czarny król | f6 – Czarny pionek · h6 – Czarny pionek · h5 – Czarny pionek · h4 – Czarny pionek · f3 – Biały skoczek · g3 – Czarny pionek · h3 – Czarna wieża · e2 – Biały pionek · g2 – Biała wieża · h2 – Czarny pionek · f1 – Biały król · h1 – Czarny król | f6 – Czarny pionek · h6 – Czarny pionek · h5 – Czarny pionek · h4 – Czarny pionek · f3 – Biały skoczek · g3 – Czarny pionek · h3 – Czarna wieża · e2 – Biały pionek · g2 – Biała wieża · h2 – Czarny pionek · f1 – Biały król · h1 – Czarny król | 8 |
| 7 | f6 – Czarny pionek · h6 – Czarny pionek · h5 – Czarny pionek · h4 – Czarny pionek · f3 – Biały skoczek · g3 – Czarny pionek · h3 – Czarna wieża · e2 – Biały pionek · g2 – Biała wieża · h2 – Czarny pionek · f1 – Biały król · h1 – Czarny król | f6 – Czarny pionek · h6 – Czarny pionek · h5 – Czarny pionek · h4 – Czarny pionek · f3 – Biały skoczek · g3 – Czarny pionek · h3 – Czarna wieża · e2 – Biały pionek · g2 – Biała wieża · h2 – Czarny pionek · f1 – Biały król · h1 – Czarny król | f6 – Czarny pionek · h6 – Czarny pionek · h5 – Czarny pionek · h4 – Czarny pionek · f3 – Biały skoczek · g3 – Czarny pionek · h3 – Czarna wieża · e2 – Biały pionek · g2 – Biała wieża · h2 – Czarny pionek · f1 – Biały król · h1 – Czarny król | f6 – Czarny pionek · h6 – Czarny pionek · h5 – Czarny pionek · h4 – Czarny pionek · f3 – Biały skoczek · g3 – Czarny pionek · h3 – Czarna wieża · e2 – Biały pionek · g2 – Biała wieża · h2 – Czarny pionek · f1 – Biały król · h1 – Czarny król | f6 – Czarny pionek · h6 – Czarny pionek · h5 – Czarny pionek · h4 – Czarny pionek · f3 – Biały skoczek · g3 – Czarny pionek · h3 – Czarna wieża · e2 – Biały pionek · g2 – Biała wieża · h2 – Czarny pionek · f1 – Biały król · h1 – Czarny król | f6 – Czarny pionek · h6 – Czarny pionek · h5 – Czarny pionek · h4 – Czarny pionek · f3 – Biały skoczek · g3 – Czarny pionek · h3 – Czarna wieża · e2 – Biały pionek · g2 – Biała wieża · h2 – Czarny pionek · f1 – Biały król · h1 – Czarny król | f6 – Czarny pionek · h6 – Czarny pionek · h5 – Czarny pionek · h4 – Czarny pionek · f3 – Biały skoczek · g3 – Czarny pionek · h3 – Czarna wieża · e2 – Biały pionek · g2 – Biała wieża · h2 – Czarny pionek · f1 – Biały król · h1 – Czarny król | f6 – Czarny pionek · h6 – Czarny pionek · h5 – Czarny pionek · h4 – Czarny pionek · f3 – Biały skoczek · g3 – Czarny pionek · h3 – Czarna wieża · e2 – Biały pionek · g2 – Biała wieża · h2 – Czarny pionek · f1 – Biały król · h1 – Czarny król | 7 |
| 6 | f6 – Czarny pionek · h6 – Czarny pionek · h5 – Czarny pionek · h4 – Czarny pionek · f3 – Biały skoczek · g3 – Czarny pionek · h3 – Czarna wieża · e2 – Biały pionek · g2 – Biała wieża · h2 – Czarny pionek · f1 – Biały król · h1 – Czarny król | f6 – Czarny pionek · h6 – Czarny pionek · h5 – Czarny pionek · h4 – Czarny pionek · f3 – Biały skoczek · g3 – Czarny pionek · h3 – Czarna wieża · e2 – Biały pionek · g2 – Biała wieża · h2 – Czarny pionek · f1 – Biały król · h1 – Czarny król | f6 – Czarny pionek · h6 – Czarny pionek · h5 – Czarny pionek · h4 – Czarny pionek · f3 – Biały skoczek · g3 – Czarny pionek · h3 – Czarna wieża · e2 – Biały pionek · g2 – Biała wieża · h2 – Czarny pionek · f1 – Biały król · h1 – Czarny król | f6 – Czarny pionek · h6 – Czarny pionek · h5 – Czarny pionek · h4 – Czarny pionek · f3 – Biały skoczek · g3 – Czarny pionek · h3 – Czarna wieża · e2 – Biały pionek · g2 – Biała wieża · h2 – Czarny pionek · f1 – Biały król · h1 – Czarny król | f6 – Czarny pionek · h6 – Czarny pionek · h5 – Czarny pionek · h4 – Czarny pionek · f3 – Biały skoczek · g3 – Czarny pionek · h3 – Czarna wieża · e2 – Biały pionek · g2 – Biała wieża · h2 – Czarny pionek · f1 – Biały król · h1 – Czarny król | f6 – Czarny pionek · h6 – Czarny pionek · h5 – Czarny pionek · h4 – Czarny pionek · f3 – Biały skoczek · g3 – Czarny pionek · h3 – Czarna wieża · e2 – Biały pionek · g2 – Biała wieża · h2 – Czarny pionek · f1 – Biały król · h1 – Czarny król | f6 – Czarny pionek · h6 – Czarny pionek · h5 – Czarny pionek · h4 – Czarny pionek · f3 – Biały skoczek · g3 – Czarny pionek · h3 – Czarna wieża · e2 – Biały pionek · g2 – Biała wieża · h2 – Czarny pionek · f1 – Biały król · h1 – Czarny król | f6 – Czarny pionek · h6 – Czarny pionek · h5 – Czarny pionek · h4 – Czarny pionek · f3 – Biały skoczek · g3 – Czarny pionek · h3 – Czarna wieża · e2 – Biały pionek · g2 – Biała wieża · h2 – Czarny pionek · f1 – Biały król · h1 – Czarny król | 6 |
| 5 | f6 – Czarny pionek · h6 – Czarny pionek · h5 – Czarny pionek · h4 – Czarny pionek · f3 – Biały skoczek · g3 – Czarny pionek · h3 – Czarna wieża · e2 – Biały pionek · g2 – Biała wieża · h2 – Czarny pionek · f1 – Biały król · h1 – Czarny król | f6 – Czarny pionek · h6 – Czarny pionek · h5 – Czarny pionek · h4 – Czarny pionek · f3 – Biały skoczek · g3 – Czarny pionek · h3 – Czarna wieża · e2 – Biały pionek · g2 – Biała wieża · h2 – Czarny pionek · f1 – Biały król · h1 – Czarny król | f6 – Czarny pionek · h6 – Czarny pionek · h5 – Czarny pionek · h4 – Czarny pionek · f3 – Biały skoczek · g3 – Czarny pionek · h3 – Czarna wieża · e2 – Biały pionek · g2 – Biała wieża · h2 – Czarny pionek · f1 – Biały król · h1 – Czarny król | f6 – Czarny pionek · h6 – Czarny pionek · h5 – Czarny pionek · h4 – Czarny pionek · f3 – Biały skoczek · g3 – Czarny pionek · h3 – Czarna wieża · e2 – Biały pionek · g2 – Biała wieża · h2 – Czarny pionek · f1 – Biały król · h1 – Czarny król | f6 – Czarny pionek · h6 – Czarny pionek · h5 – Czarny pionek · h4 – Czarny pionek · f3 – Biały skoczek · g3 – Czarny pionek · h3 – Czarna wieża · e2 – Biały pionek · g2 – Biała wieża · h2 – Czarny pionek · f1 – Biały król · h1 – Czarny król | f6 – Czarny pionek · h6 – Czarny pionek · h5 – Czarny pionek · h4 – Czarny pionek · f3 – Biały skoczek · g3 – Czarny pionek · h3 – Czarna wieża · e2 – Biały pionek · g2 – Biała wieża · h2 – Czarny pionek · f1 – Biały król · h1 – Czarny król | f6 – Czarny pionek · h6 – Czarny pionek · h5 – Czarny pionek · h4 – Czarny pionek · f3 – Biały skoczek · g3 – Czarny pionek · h3 – Czarna wieża · e2 – Biały pionek · g2 – Biała wieża · h2 – Czarny pionek · f1 – Biały król · h1 – Czarny król | f6 – Czarny pionek · h6 – Czarny pionek · h5 – Czarny pionek · h4 – Czarny pionek · f3 – Biały skoczek · g3 – Czarny pionek · h3 – Czarna wieża · e2 – Biały pionek · g2 – Biała wieża · h2 – Czarny pionek · f1 – Biały król · h1 – Czarny król | 5 |
| 4 | f6 – Czarny pionek · h6 – Czarny pionek · h5 – Czarny pionek · h4 – Czarny pionek · f3 – Biały skoczek · g3 – Czarny pionek · h3 – Czarna wieża · e2 – Biały pionek · g2 – Biała wieża · h2 – Czarny pionek · f1 – Biały król · h1 – Czarny król | f6 – Czarny pionek · h6 – Czarny pionek · h5 – Czarny pionek · h4 – Czarny pionek · f3 – Biały skoczek · g3 – Czarny pionek · h3 – Czarna wieża · e2 – Biały pionek · g2 – Biała wieża · h2 – Czarny pionek · f1 – Biały król · h1 – Czarny król | f6 – Czarny pionek · h6 – Czarny pionek · h5 – Czarny pionek · h4 – Czarny pionek · f3 – Biały skoczek · g3 – Czarny pionek · h3 – Czarna wieża · e2 – Biały pionek · g2 – Biała wieża · h2 – Czarny pionek · f1 – Biały król · h1 – Czarny król | f6 – Czarny pionek · h6 – Czarny pionek · h5 – Czarny pionek · h4 – Czarny pionek · f3 – Biały skoczek · g3 – Czarny pionek · h3 – Czarna wieża · e2 – Biały pionek · g2 – Biała wieża · h2 – Czarny pionek · f1 – Biały król · h1 – Czarny król | f6 – Czarny pionek · h6 – Czarny pionek · h5 – Czarny pionek · h4 – Czarny pionek · f3 – Biały skoczek · g3 – Czarny pionek · h3 – Czarna wieża · e2 – Biały pionek · g2 – Biała wieża · h2 – Czarny pionek · f1 – Biały król · h1 – Czarny król | f6 – Czarny pionek · h6 – Czarny pionek · h5 – Czarny pionek · h4 – Czarny pionek · f3 – Biały skoczek · g3 – Czarny pionek · h3 – Czarna wieża · e2 – Biały pionek · g2 – Biała wieża · h2 – Czarny pionek · f1 – Biały król · h1 – Czarny król | f6 – Czarny pionek · h6 – Czarny pionek · h5 – Czarny pionek · h4 – Czarny pionek · f3 – Biały skoczek · g3 – Czarny pionek · h3 – Czarna wieża · e2 – Biały pionek · g2 – Biała wieża · h2 – Czarny pionek · f1 – Biały król · h1 – Czarny król | f6 – Czarny pionek · h6 – Czarny pionek · h5 – Czarny pionek · h4 – Czarny pionek · f3 – Biały skoczek · g3 – Czarny pionek · h3 – Czarna wieża · e2 – Biały pionek · g2 – Biała wieża · h2 – Czarny pionek · f1 – Biały król · h1 – Czarny król | 4 |
| 3 | f6 – Czarny pionek · h6 – Czarny pionek · h5 – Czarny pionek · h4 – Czarny pionek · f3 – Biały skoczek · g3 – Czarny pionek · h3 – Czarna wieża · e2 – Biały pionek · g2 – Biała wieża · h2 – Czarny pionek · f1 – Biały król · h1 – Czarny król | f6 – Czarny pionek · h6 – Czarny pionek · h5 – Czarny pionek · h4 – Czarny pionek · f3 – Biały skoczek · g3 – Czarny pionek · h3 – Czarna wieża · e2 – Biały pionek · g2 – Biała wieża · h2 – Czarny pionek · f1 – Biały król · h1 – Czarny król | f6 – Czarny pionek · h6 – Czarny pionek · h5 – Czarny pionek · h4 – Czarny pionek · f3 – Biały skoczek · g3 – Czarny pionek · h3 – Czarna wieża · e2 – Biały pionek · g2 – Biała wieża · h2 – Czarny pionek · f1 – Biały król · h1 – Czarny król | f6 – Czarny pionek · h6 – Czarny pionek · h5 – Czarny pionek · h4 – Czarny pionek · f3 – Biały skoczek · g3 – Czarny pionek · h3 – Czarna wieża · e2 – Biały pionek · g2 – Biała wieża · h2 – Czarny pionek · f1 – Biały król · h1 – Czarny król | f6 – Czarny pionek · h6 – Czarny pionek · h5 – Czarny pionek · h4 – Czarny pionek · f3 – Biały skoczek · g3 – Czarny pionek · h3 – Czarna wieża · e2 – Biały pionek · g2 – Biała wieża · h2 – Czarny pionek · f1 – Biały król · h1 – Czarny król | f6 – Czarny pionek · h6 – Czarny pionek · h5 – Czarny pionek · h4 – Czarny pionek · f3 – Biały skoczek · g3 – Czarny pionek · h3 – Czarna wieża · e2 – Biały pionek · g2 – Biała wieża · h2 – Czarny pionek · f1 – Biały król · h1 – Czarny król | f6 – Czarny pionek · h6 – Czarny pionek · h5 – Czarny pionek · h4 – Czarny pionek · f3 – Biały skoczek · g3 – Czarny pionek · h3 – Czarna wieża · e2 – Biały pionek · g2 – Biała wieża · h2 – Czarny pionek · f1 – Biały król · h1 – Czarny król | f6 – Czarny pionek · h6 – Czarny pionek · h5 – Czarny pionek · h4 – Czarny pionek · f3 – Biały skoczek · g3 – Czarny pionek · h3 – Czarna wieża · e2 – Biały pionek · g2 – Biała wieża · h2 – Czarny pionek · f1 – Biały król · h1 – Czarny król | 3 |
| 2 | f6 – Czarny pionek · h6 – Czarny pionek · h5 – Czarny pionek · h4 – Czarny pionek · f3 – Biały skoczek · g3 – Czarny pionek · h3 – Czarna wieża · e2 – Biały pionek · g2 – Biała wieża · h2 – Czarny pionek · f1 – Biały król · h1 – Czarny król | f6 – Czarny pionek · h6 – Czarny pionek · h5 – Czarny pionek · h4 – Czarny pionek · f3 – Biały skoczek · g3 – Czarny pionek · h3 – Czarna wieża · e2 – Biały pionek · g2 – Biała wieża · h2 – Czarny pionek · f1 – Biały król · h1 – Czarny król | f6 – Czarny pionek · h6 – Czarny pionek · h5 – Czarny pionek · h4 – Czarny pionek · f3 – Biały skoczek · g3 – Czarny pionek · h3 – Czarna wieża · e2 – Biały pionek · g2 – Biała wieża · h2 – Czarny pionek · f1 – Biały król · h1 – Czarny król | f6 – Czarny pionek · h6 – Czarny pionek · h5 – Czarny pionek · h4 – Czarny pionek · f3 – Biały skoczek · g3 – Czarny pionek · h3 – Czarna wieża · e2 – Biały pionek · g2 – Biała wieża · h2 – Czarny pionek · f1 – Biały król · h1 – Czarny król | f6 – Czarny pionek · h6 – Czarny pionek · h5 – Czarny pionek · h4 – Czarny pionek · f3 – Biały skoczek · g3 – Czarny pionek · h3 – Czarna wieża · e2 – Biały pionek · g2 – Biała wieża · h2 – Czarny pionek · f1 – Biały król · h1 – Czarny król | f6 – Czarny pionek · h6 – Czarny pionek · h5 – Czarny pionek · h4 – Czarny pionek · f3 – Biały skoczek · g3 – Czarny pionek · h3 – Czarna wieża · e2 – Biały pionek · g2 – Biała wieża · h2 – Czarny pionek · f1 – Biały król · h1 – Czarny król | f6 – Czarny pionek · h6 – Czarny pionek · h5 – Czarny pionek · h4 – Czarny pionek · f3 – Biały skoczek · g3 – Czarny pionek · h3 – Czarna wieża · e2 – Biały pionek · g2 – Biała wieża · h2 – Czarny pionek · f1 – Biały król · h1 – Czarny król | f6 – Czarny pionek · h6 – Czarny pionek · h5 – Czarny pionek · h4 – Czarny pionek · f3 – Biały skoczek · g3 – Czarny pionek · h3 – Czarna wieża · e2 – Biały pionek · g2 – Biała wieża · h2 – Czarny pionek · f1 – Biały król · h1 – Czarny król | 2 |
| 1 | f6 – Czarny pionek · h6 – Czarny pionek · h5 – Czarny pionek · h4 – Czarny pionek · f3 – Biały skoczek · g3 – Czarny pionek · h3 – Czarna wieża · e2 – Biały pionek · g2 – Biała wieża · h2 – Czarny pionek · f1 – Biały król · h1 – Czarny król | f6 – Czarny pionek · h6 – Czarny pionek · h5 – Czarny pionek · h4 – Czarny pionek · f3 – Biały skoczek · g3 – Czarny pionek · h3 – Czarna wieża · e2 – Biały pionek · g2 – Biała wieża · h2 – Czarny pionek · f1 – Biały król · h1 – Czarny król | f6 – Czarny pionek · h6 – Czarny pionek · h5 – Czarny pionek · h4 – Czarny pionek · f3 – Biały skoczek · g3 – Czarny pionek · h3 – Czarna wieża · e2 – Biały pionek · g2 – Biała wieża · h2 – Czarny pionek · f1 – Biały król · h1 – Czarny król | f6 – Czarny pionek · h6 – Czarny pionek · h5 – Czarny pionek · h4 – Czarny pionek · f3 – Biały skoczek · g3 – Czarny pionek · h3 – Czarna wieża · e2 – Biały pionek · g2 – Biała wieża · h2 – Czarny pionek · f1 – Biały król · h1 – Czarny król | f6 – Czarny pionek · h6 – Czarny pionek · h5 – Czarny pionek · h4 – Czarny pionek · f3 – Biały skoczek · g3 – Czarny pionek · h3 – Czarna wieża · e2 – Biały pionek · g2 – Biała wieża · h2 – Czarny pionek · f1 – Biały król · h1 – Czarny król | f6 – Czarny pionek · h6 – Czarny pionek · h5 – Czarny pionek · h4 – Czarny pionek · f3 – Biały skoczek · g3 – Czarny pionek · h3 – Czarna wieża · e2 – Biały pionek · g2 – Biała wieża · h2 – Czarny pionek · f1 – Biały król · h1 – Czarny król | f6 – Czarny pionek · h6 – Czarny pionek · h5 – Czarny pionek · h4 – Czarny pionek · f3 – Biały skoczek · g3 – Czarny pionek · h3 – Czarna wieża · e2 – Biały pionek · g2 – Biała wieża · h2 – Czarny pionek · f1 – Biały król · h1 – Czarny król | f6 – Czarny pionek · h6 – Czarny pionek · h5 – Czarny pionek · h4 – Czarny pionek · f3 – Biały skoczek · g3 – Czarny pionek · h3 – Czarna wieża · e2 – Biały pionek · g2 – Biała wieża · h2 – Czarny pionek · f1 – Biały król · h1 – Czarny król | 1 |
|   | a | b | c | d | e | f | g | h |   |

rozwiązanie: 1.Sg1!
|   | a | b | c | d | e | f | g | h |   |
| 8 | d8 – Biały król · c6 – Czarny pionek · d6 – Czarny pionek · e6 – Czarny pionek · c5 – Czarny pionek · d5 – Czarny król · e5 – Czarny pionek · c4 – Czarny pionek · d4 – Czarny pionek · e4 – Czarny pionek · e2 – Biały pionek · d1 – Biały hetman | d8 – Biały król · c6 – Czarny pionek · d6 – Czarny pionek · e6 – Czarny pionek · c5 – Czarny pionek · d5 – Czarny król · e5 – Czarny pionek · c4 – Czarny pionek · d4 – Czarny pionek · e4 – Czarny pionek · e2 – Biały pionek · d1 – Biały hetman | d8 – Biały król · c6 – Czarny pionek · d6 – Czarny pionek · e6 – Czarny pionek · c5 – Czarny pionek · d5 – Czarny król · e5 – Czarny pionek · c4 – Czarny pionek · d4 – Czarny pionek · e4 – Czarny pionek · e2 – Biały pionek · d1 – Biały hetman | d8 – Biały król · c6 – Czarny pionek · d6 – Czarny pionek · e6 – Czarny pionek · c5 – Czarny pionek · d5 – Czarny król · e5 – Czarny pionek · c4 – Czarny pionek · d4 – Czarny pionek · e4 – Czarny pionek · e2 – Biały pionek · d1 – Biały hetman | d8 – Biały król · c6 – Czarny pionek · d6 – Czarny pionek · e6 – Czarny pionek · c5 – Czarny pionek · d5 – Czarny król · e5 – Czarny pionek · c4 – Czarny pionek · d4 – Czarny pionek · e4 – Czarny pionek · e2 – Biały pionek · d1 – Biały hetman | d8 – Biały król · c6 – Czarny pionek · d6 – Czarny pionek · e6 – Czarny pionek · c5 – Czarny pionek · d5 – Czarny król · e5 – Czarny pionek · c4 – Czarny pionek · d4 – Czarny pionek · e4 – Czarny pionek · e2 – Biały pionek · d1 – Biały hetman | d8 – Biały król · c6 – Czarny pionek · d6 – Czarny pionek · e6 – Czarny pionek · c5 – Czarny pionek · d5 – Czarny król · e5 – Czarny pionek · c4 – Czarny pionek · d4 – Czarny pionek · e4 – Czarny pionek · e2 – Biały pionek · d1 – Biały hetman | d8 – Biały król · c6 – Czarny pionek · d6 – Czarny pionek · e6 – Czarny pionek · c5 – Czarny pionek · d5 – Czarny król · e5 – Czarny pionek · c4 – Czarny pionek · d4 – Czarny pionek · e4 – Czarny pionek · e2 – Biały pionek · d1 – Biały hetman | 8 |
| 7 | d8 – Biały król · c6 – Czarny pionek · d6 – Czarny pionek · e6 – Czarny pionek · c5 – Czarny pionek · d5 – Czarny król · e5 – Czarny pionek · c4 – Czarny pionek · d4 – Czarny pionek · e4 – Czarny pionek · e2 – Biały pionek · d1 – Biały hetman | d8 – Biały król · c6 – Czarny pionek · d6 – Czarny pionek · e6 – Czarny pionek · c5 – Czarny pionek · d5 – Czarny król · e5 – Czarny pionek · c4 – Czarny pionek · d4 – Czarny pionek · e4 – Czarny pionek · e2 – Biały pionek · d1 – Biały hetman | d8 – Biały król · c6 – Czarny pionek · d6 – Czarny pionek · e6 – Czarny pionek · c5 – Czarny pionek · d5 – Czarny król · e5 – Czarny pionek · c4 – Czarny pionek · d4 – Czarny pionek · e4 – Czarny pionek · e2 – Biały pionek · d1 – Biały hetman | d8 – Biały król · c6 – Czarny pionek · d6 – Czarny pionek · e6 – Czarny pionek · c5 – Czarny pionek · d5 – Czarny król · e5 – Czarny pionek · c4 – Czarny pionek · d4 – Czarny pionek · e4 – Czarny pionek · e2 – Biały pionek · d1 – Biały hetman | d8 – Biały król · c6 – Czarny pionek · d6 – Czarny pionek · e6 – Czarny pionek · c5 – Czarny pionek · d5 – Czarny król · e5 – Czarny pionek · c4 – Czarny pionek · d4 – Czarny pionek · e4 – Czarny pionek · e2 – Biały pionek · d1 – Biały hetman | d8 – Biały król · c6 – Czarny pionek · d6 – Czarny pionek · e6 – Czarny pionek · c5 – Czarny pionek · d5 – Czarny król · e5 – Czarny pionek · c4 – Czarny pionek · d4 – Czarny pionek · e4 – Czarny pionek · e2 – Biały pionek · d1 – Biały hetman | d8 – Biały król · c6 – Czarny pionek · d6 – Czarny pionek · e6 – Czarny pionek · c5 – Czarny pionek · d5 – Czarny król · e5 – Czarny pionek · c4 – Czarny pionek · d4 – Czarny pionek · e4 – Czarny pionek · e2 – Biały pionek · d1 – Biały hetman | d8 – Biały król · c6 – Czarny pionek · d6 – Czarny pionek · e6 – Czarny pionek · c5 – Czarny pionek · d5 – Czarny król · e5 – Czarny pionek · c4 – Czarny pionek · d4 – Czarny pionek · e4 – Czarny pionek · e2 – Biały pionek · d1 – Biały hetman | 7 |
| 6 | d8 – Biały król · c6 – Czarny pionek · d6 – Czarny pionek · e6 – Czarny pionek · c5 – Czarny pionek · d5 – Czarny król · e5 – Czarny pionek · c4 – Czarny pionek · d4 – Czarny pionek · e4 – Czarny pionek · e2 – Biały pionek · d1 – Biały hetman | d8 – Biały król · c6 – Czarny pionek · d6 – Czarny pionek · e6 – Czarny pionek · c5 – Czarny pionek · d5 – Czarny król · e5 – Czarny pionek · c4 – Czarny pionek · d4 – Czarny pionek · e4 – Czarny pionek · e2 – Biały pionek · d1 – Biały hetman | d8 – Biały król · c6 – Czarny pionek · d6 – Czarny pionek · e6 – Czarny pionek · c5 – Czarny pionek · d5 – Czarny król · e5 – Czarny pionek · c4 – Czarny pionek · d4 – Czarny pionek · e4 – Czarny pionek · e2 – Biały pionek · d1 – Biały hetman | d8 – Biały król · c6 – Czarny pionek · d6 – Czarny pionek · e6 – Czarny pionek · c5 – Czarny pionek · d5 – Czarny król · e5 – Czarny pionek · c4 – Czarny pionek · d4 – Czarny pionek · e4 – Czarny pionek · e2 – Biały pionek · d1 – Biały hetman | d8 – Biały król · c6 – Czarny pionek · d6 – Czarny pionek · e6 – Czarny pionek · c5 – Czarny pionek · d5 – Czarny król · e5 – Czarny pionek · c4 – Czarny pionek · d4 – Czarny pionek · e4 – Czarny pionek · e2 – Biały pionek · d1 – Biały hetman | d8 – Biały król · c6 – Czarny pionek · d6 – Czarny pionek · e6 – Czarny pionek · c5 – Czarny pionek · d5 – Czarny król · e5 – Czarny pionek · c4 – Czarny pionek · d4 – Czarny pionek · e4 – Czarny pionek · e2 – Biały pionek · d1 – Biały hetman | d8 – Biały król · c6 – Czarny pionek · d6 – Czarny pionek · e6 – Czarny pionek · c5 – Czarny pionek · d5 – Czarny król · e5 – Czarny pionek · c4 – Czarny pionek · d4 – Czarny pionek · e4 – Czarny pionek · e2 – Biały pionek · d1 – Biały hetman | d8 – Biały król · c6 – Czarny pionek · d6 – Czarny pionek · e6 – Czarny pionek · c5 – Czarny pionek · d5 – Czarny król · e5 – Czarny pionek · c4 – Czarny pionek · d4 – Czarny pionek · e4 – Czarny pionek · e2 – Biały pionek · d1 – Biały hetman | 6 |
| 5 | d8 – Biały król · c6 – Czarny pionek · d6 – Czarny pionek · e6 – Czarny pionek · c5 – Czarny pionek · d5 – Czarny król · e5 – Czarny pionek · c4 – Czarny pionek · d4 – Czarny pionek · e4 – Czarny pionek · e2 – Biały pionek · d1 – Biały hetman | d8 – Biały król · c6 – Czarny pionek · d6 – Czarny pionek · e6 – Czarny pionek · c5 – Czarny pionek · d5 – Czarny król · e5 – Czarny pionek · c4 – Czarny pionek · d4 – Czarny pionek · e4 – Czarny pionek · e2 – Biały pionek · d1 – Biały hetman | d8 – Biały król · c6 – Czarny pionek · d6 – Czarny pionek · e6 – Czarny pionek · c5 – Czarny pionek · d5 – Czarny król · e5 – Czarny pionek · c4 – Czarny pionek · d4 – Czarny pionek · e4 – Czarny pionek · e2 – Biały pionek · d1 – Biały hetman | d8 – Biały król · c6 – Czarny pionek · d6 – Czarny pionek · e6 – Czarny pionek · c5 – Czarny pionek · d5 – Czarny król · e5 – Czarny pionek · c4 – Czarny pionek · d4 – Czarny pionek · e4 – Czarny pionek · e2 – Biały pionek · d1 – Biały hetman | d8 – Biały król · c6 – Czarny pionek · d6 – Czarny pionek · e6 – Czarny pionek · c5 – Czarny pionek · d5 – Czarny król · e5 – Czarny pionek · c4 – Czarny pionek · d4 – Czarny pionek · e4 – Czarny pionek · e2 – Biały pionek · d1 – Biały hetman | d8 – Biały król · c6 – Czarny pionek · d6 – Czarny pionek · e6 – Czarny pionek · c5 – Czarny pionek · d5 – Czarny król · e5 – Czarny pionek · c4 – Czarny pionek · d4 – Czarny pionek · e4 – Czarny pionek · e2 – Biały pionek · d1 – Biały hetman | d8 – Biały król · c6 – Czarny pionek · d6 – Czarny pionek · e6 – Czarny pionek · c5 – Czarny pionek · d5 – Czarny król · e5 – Czarny pionek · c4 – Czarny pionek · d4 – Czarny pionek · e4 – Czarny pionek · e2 – Biały pionek · d1 – Biały hetman | d8 – Biały król · c6 – Czarny pionek · d6 – Czarny pionek · e6 – Czarny pionek · c5 – Czarny pionek · d5 – Czarny król · e5 – Czarny pionek · c4 – Czarny pionek · d4 – Czarny pionek · e4 – Czarny pionek · e2 – Biały pionek · d1 – Biały hetman | 5 |
| 4 | d8 – Biały król · c6 – Czarny pionek · d6 – Czarny pionek · e6 – Czarny pionek · c5 – Czarny pionek · d5 – Czarny król · e5 – Czarny pionek · c4 – Czarny pionek · d4 – Czarny pionek · e4 – Czarny pionek · e2 – Biały pionek · d1 – Biały hetman | d8 – Biały król · c6 – Czarny pionek · d6 – Czarny pionek · e6 – Czarny pionek · c5 – Czarny pionek · d5 – Czarny król · e5 – Czarny pionek · c4 – Czarny pionek · d4 – Czarny pionek · e4 – Czarny pionek · e2 – Biały pionek · d1 – Biały hetman | d8 – Biały król · c6 – Czarny pionek · d6 – Czarny pionek · e6 – Czarny pionek · c5 – Czarny pionek · d5 – Czarny król · e5 – Czarny pionek · c4 – Czarny pionek · d4 – Czarny pionek · e4 – Czarny pionek · e2 – Biały pionek · d1 – Biały hetman | d8 – Biały król · c6 – Czarny pionek · d6 – Czarny pionek · e6 – Czarny pionek · c5 – Czarny pionek · d5 – Czarny król · e5 – Czarny pionek · c4 – Czarny pionek · d4 – Czarny pionek · e4 – Czarny pionek · e2 – Biały pionek · d1 – Biały hetman | d8 – Biały król · c6 – Czarny pionek · d6 – Czarny pionek · e6 – Czarny pionek · c5 – Czarny pionek · d5 – Czarny król · e5 – Czarny pionek · c4 – Czarny pionek · d4 – Czarny pionek · e4 – Czarny pionek · e2 – Biały pionek · d1 – Biały hetman | d8 – Biały król · c6 – Czarny pionek · d6 – Czarny pionek · e6 – Czarny pionek · c5 – Czarny pionek · d5 – Czarny król · e5 – Czarny pionek · c4 – Czarny pionek · d4 – Czarny pionek · e4 – Czarny pionek · e2 – Biały pionek · d1 – Biały hetman | d8 – Biały król · c6 – Czarny pionek · d6 – Czarny pionek · e6 – Czarny pionek · c5 – Czarny pionek · d5 – Czarny król · e5 – Czarny pionek · c4 – Czarny pionek · d4 – Czarny pionek · e4 – Czarny pionek · e2 – Biały pionek · d1 – Biały hetman | d8 – Biały król · c6 – Czarny pionek · d6 – Czarny pionek · e6 – Czarny pionek · c5 – Czarny pionek · d5 – Czarny król · e5 – Czarny pionek · c4 – Czarny pionek · d4 – Czarny pionek · e4 – Czarny pionek · e2 – Biały pionek · d1 – Biały hetman | 4 |
| 3 | d8 – Biały król · c6 – Czarny pionek · d6 – Czarny pionek · e6 – Czarny pionek · c5 – Czarny pionek · d5 – Czarny król · e5 – Czarny pionek · c4 – Czarny pionek · d4 – Czarny pionek · e4 – Czarny pionek · e2 – Biały pionek · d1 – Biały hetman | d8 – Biały król · c6 – Czarny pionek · d6 – Czarny pionek · e6 – Czarny pionek · c5 – Czarny pionek · d5 – Czarny król · e5 – Czarny pionek · c4 – Czarny pionek · d4 – Czarny pionek · e4 – Czarny pionek · e2 – Biały pionek · d1 – Biały hetman | d8 – Biały król · c6 – Czarny pionek · d6 – Czarny pionek · e6 – Czarny pionek · c5 – Czarny pionek · d5 – Czarny król · e5 – Czarny pionek · c4 – Czarny pionek · d4 – Czarny pionek · e4 – Czarny pionek · e2 – Biały pionek · d1 – Biały hetman | d8 – Biały król · c6 – Czarny pionek · d6 – Czarny pionek · e6 – Czarny pionek · c5 – Czarny pionek · d5 – Czarny król · e5 – Czarny pionek · c4 – Czarny pionek · d4 – Czarny pionek · e4 – Czarny pionek · e2 – Biały pionek · d1 – Biały hetman | d8 – Biały król · c6 – Czarny pionek · d6 – Czarny pionek · e6 – Czarny pionek · c5 – Czarny pionek · d5 – Czarny król · e5 – Czarny pionek · c4 – Czarny pionek · d4 – Czarny pionek · e4 – Czarny pionek · e2 – Biały pionek · d1 – Biały hetman | d8 – Biały król · c6 – Czarny pionek · d6 – Czarny pionek · e6 – Czarny pionek · c5 – Czarny pionek · d5 – Czarny król · e5 – Czarny pionek · c4 – Czarny pionek · d4 – Czarny pionek · e4 – Czarny pionek · e2 – Biały pionek · d1 – Biały hetman | d8 – Biały król · c6 – Czarny pionek · d6 – Czarny pionek · e6 – Czarny pionek · c5 – Czarny pionek · d5 – Czarny król · e5 – Czarny pionek · c4 – Czarny pionek · d4 – Czarny pionek · e4 – Czarny pionek · e2 – Biały pionek · d1 – Biały hetman | d8 – Biały król · c6 – Czarny pionek · d6 – Czarny pionek · e6 – Czarny pionek · c5 – Czarny pionek · d5 – Czarny król · e5 – Czarny pionek · c4 – Czarny pionek · d4 – Czarny pionek · e4 – Czarny pionek · e2 – Biały pionek · d1 – Biały hetman | 3 |
| 2 | d8 – Biały król · c6 – Czarny pionek · d6 – Czarny pionek · e6 – Czarny pionek · c5 – Czarny pionek · d5 – Czarny król · e5 – Czarny pionek · c4 – Czarny pionek · d4 – Czarny pionek · e4 – Czarny pionek · e2 – Biały pionek · d1 – Biały hetman | d8 – Biały król · c6 – Czarny pionek · d6 – Czarny pionek · e6 – Czarny pionek · c5 – Czarny pionek · d5 – Czarny król · e5 – Czarny pionek · c4 – Czarny pionek · d4 – Czarny pionek · e4 – Czarny pionek · e2 – Biały pionek · d1 – Biały hetman | d8 – Biały król · c6 – Czarny pionek · d6 – Czarny pionek · e6 – Czarny pionek · c5 – Czarny pionek · d5 – Czarny król · e5 – Czarny pionek · c4 – Czarny pionek · d4 – Czarny pionek · e4 – Czarny pionek · e2 – Biały pionek · d1 – Biały hetman | d8 – Biały król · c6 – Czarny pionek · d6 – Czarny pionek · e6 – Czarny pionek · c5 – Czarny pionek · d5 – Czarny król · e5 – Czarny pionek · c4 – Czarny pionek · d4 – Czarny pionek · e4 – Czarny pionek · e2 – Biały pionek · d1 – Biały hetman | d8 – Biały król · c6 – Czarny pionek · d6 – Czarny pionek · e6 – Czarny pionek · c5 – Czarny pionek · d5 – Czarny król · e5 – Czarny pionek · c4 – Czarny pionek · d4 – Czarny pionek · e4 – Czarny pionek · e2 – Biały pionek · d1 – Biały hetman | d8 – Biały król · c6 – Czarny pionek · d6 – Czarny pionek · e6 – Czarny pionek · c5 – Czarny pionek · d5 – Czarny król · e5 – Czarny pionek · c4 – Czarny pionek · d4 – Czarny pionek · e4 – Czarny pionek · e2 – Biały pionek · d1 – Biały hetman | d8 – Biały król · c6 – Czarny pionek · d6 – Czarny pionek · e6 – Czarny pionek · c5 – Czarny pionek · d5 – Czarny król · e5 – Czarny pionek · c4 – Czarny pionek · d4 – Czarny pionek · e4 – Czarny pionek · e2 – Biały pionek · d1 – Biały hetman | d8 – Biały król · c6 – Czarny pionek · d6 – Czarny pionek · e6 – Czarny pionek · c5 – Czarny pionek · d5 – Czarny król · e5 – Czarny pionek · c4 – Czarny pionek · d4 – Czarny pionek · e4 – Czarny pionek · e2 – Biały pionek · d1 – Biały hetman | 2 |
| 1 | d8 – Biały król · c6 – Czarny pionek · d6 – Czarny pionek · e6 – Czarny pionek · c5 – Czarny pionek · d5 – Czarny król · e5 – Czarny pionek · c4 – Czarny pionek · d4 – Czarny pionek · e4 – Czarny pionek · e2 – Biały pionek · d1 – Biały hetman | d8 – Biały król · c6 – Czarny pionek · d6 – Czarny pionek · e6 – Czarny pionek · c5 – Czarny pionek · d5 – Czarny król · e5 – Czarny pionek · c4 – Czarny pionek · d4 – Czarny pionek · e4 – Czarny pionek · e2 – Biały pionek · d1 – Biały hetman | d8 – Biały król · c6 – Czarny pionek · d6 – Czarny pionek · e6 – Czarny pionek · c5 – Czarny pionek · d5 – Czarny król · e5 – Czarny pionek · c4 – Czarny pionek · d4 – Czarny pionek · e4 – Czarny pionek · e2 – Biały pionek · d1 – Biały hetman | d8 – Biały król · c6 – Czarny pionek · d6 – Czarny pionek · e6 – Czarny pionek · c5 – Czarny pionek · d5 – Czarny król · e5 – Czarny pionek · c4 – Czarny pionek · d4 – Czarny pionek · e4 – Czarny pionek · e2 – Biały pionek · d1 – Biały hetman | d8 – Biały król · c6 – Czarny pionek · d6 – Czarny pionek · e6 – Czarny pionek · c5 – Czarny pionek · d5 – Czarny król · e5 – Czarny pionek · c4 – Czarny pionek · d4 – Czarny pionek · e4 – Czarny pionek · e2 – Biały pionek · d1 – Biały hetman | d8 – Biały król · c6 – Czarny pionek · d6 – Czarny pionek · e6 – Czarny pionek · c5 – Czarny pionek · d5 – Czarny król · e5 – Czarny pionek · c4 – Czarny pionek · d4 – Czarny pionek · e4 – Czarny pionek · e2 – Biały pionek · d1 – Biały hetman | d8 – Biały król · c6 – Czarny pionek · d6 – Czarny pionek · e6 – Czarny pionek · c5 – Czarny pionek · d5 – Czarny król · e5 – Czarny pionek · c4 – Czarny pionek · d4 – Czarny pionek · e4 – Czarny pionek · e2 – Biały pionek · d1 – Biały hetman | d8 – Biały król · c6 – Czarny pionek · d6 – Czarny pionek · e6 – Czarny pionek · c5 – Czarny pionek · d5 – Czarny król · e5 – Czarny pionek · c4 – Czarny pionek · d4 – Czarny pionek · e4 – Czarny pionek · e2 – Biały pionek · d1 – Biały hetman | 1 |
|   | a | b | c | d | e | f | g | h |   |

rozwiązanie: 1.Ha1!
|   | a                                                                         | b                                                                         | c                                                                         | d                                                                         | e                                                                         | f                                                                         | g                                                                         | h                                                                         |   |
| 8 | d8 – Czarny król · b7 – Biała wieża · b4 – Biały król · g4 – Biały pionek | d8 – Czarny król · b7 – Biała wieża · b4 – Biały król · g4 – Biały pionek | d8 – Czarny król · b7 – Biała wieża · b4 – Biały król · g4 – Biały pionek | d8 – Czarny król · b7 – Biała wieża · b4 – Biały król · g4 – Biały pionek | d8 – Czarny król · b7 – Biała wieża · b4 – Biały król · g4 – Biały pionek | d8 – Czarny król · b7 – Biała wieża · b4 – Biały król · g4 – Biały pionek | d8 – Czarny król · b7 – Biała wieża · b4 – Biały król · g4 – Biały pionek | d8 – Czarny król · b7 – Biała wieża · b4 – Biały król · g4 – Biały pionek | 8 |
| 7 | d8 – Czarny król · b7 – Biała wieża · b4 – Biały król · g4 – Biały pionek | d8 – Czarny król · b7 – Biała wieża · b4 – Biały król · g4 – Biały pionek | d8 – Czarny król · b7 – Biała wieża · b4 – Biały król · g4 – Biały pionek | d8 – Czarny król · b7 – Biała wieża · b4 – Biały król · g4 – Biały pionek | d8 – Czarny król · b7 – Biała wieża · b4 – Biały król · g4 – Biały pionek | d8 – Czarny król · b7 – Biała wieża · b4 – Biały król · g4 – Biały pionek | d8 – Czarny król · b7 – Biała wieża · b4 – Biały król · g4 – Biały pionek | d8 – Czarny król · b7 – Biała wieża · b4 – Biały król · g4 – Biały pionek | 7 |
| 6 | d8 – Czarny król · b7 – Biała wieża · b4 – Biały król · g4 – Biały pionek | d8 – Czarny król · b7 – Biała wieża · b4 – Biały król · g4 – Biały pionek | d8 – Czarny król · b7 – Biała wieża · b4 – Biały król · g4 – Biały pionek | d8 – Czarny król · b7 – Biała wieża · b4 – Biały król · g4 – Biały pionek | d8 – Czarny król · b7 – Biała wieża · b4 – Biały król · g4 – Biały pionek | d8 – Czarny król · b7 – Biała wieża · b4 – Biały król · g4 – Biały pionek | d8 – Czarny król · b7 – Biała wieża · b4 – Biały król · g4 – Biały pionek | d8 – Czarny król · b7 – Biała wieża · b4 – Biały król · g4 – Biały pionek | 6 |
| 5 | d8 – Czarny król · b7 – Biała wieża · b4 – Biały król · g4 – Biały pionek | d8 – Czarny król · b7 – Biała wieża · b4 – Biały król · g4 – Biały pionek | d8 – Czarny król · b7 – Biała wieża · b4 – Biały król · g4 – Biały pionek | d8 – Czarny król · b7 – Biała wieża · b4 – Biały król · g4 – Biały pionek | d8 – Czarny król · b7 – Biała wieża · b4 – Biały król · g4 – Biały pionek | d8 – Czarny król · b7 – Biała wieża · b4 – Biały król · g4 – Biały pionek | d8 – Czarny król · b7 – Biała wieża · b4 – Biały król · g4 – Biały pionek | d8 – Czarny król · b7 – Biała wieża · b4 – Biały król · g4 – Biały pionek | 5 |
| 4 | d8 – Czarny król · b7 – Biała wieża · b4 – Biały król · g4 – Biały pionek | d8 – Czarny król · b7 – Biała wieża · b4 – Biały król · g4 – Biały pionek | d8 – Czarny król · b7 – Biała wieża · b4 – Biały król · g4 – Biały pionek | d8 – Czarny król · b7 – Biała wieża · b4 – Biały król · g4 – Biały pionek | d8 – Czarny król · b7 – Biała wieża · b4 – Biały król · g4 – Biały pionek | d8 – Czarny król · b7 – Biała wieża · b4 – Biały król · g4 – Biały pionek | d8 – Czarny król · b7 – Biała wieża · b4 – Biały król · g4 – Biały pionek | d8 – Czarny król · b7 – Biała wieża · b4 – Biały król · g4 – Biały pionek | 4 |
| 3 | d8 – Czarny król · b7 – Biała wieża · b4 – Biały król · g4 – Biały pionek | d8 – Czarny król · b7 – Biała wieża · b4 – Biały król · g4 – Biały pionek | d8 – Czarny król · b7 – Biała wieża · b4 – Biały król · g4 – Biały pionek | d8 – Czarny król · b7 – Biała wieża · b4 – Biały król · g4 – Biały pionek | d8 – Czarny król · b7 – Biała wieża · b4 – Biały król · g4 – Biały pionek | d8 – Czarny król · b7 – Biała wieża · b4 – Biały król · g4 – Biały pionek | d8 – Czarny król · b7 – Biała wieża · b4 – Biały król · g4 – Biały pionek | d8 – Czarny król · b7 – Biała wieża · b4 – Biały król · g4 – Biały pionek | 3 |
| 2 | d8 – Czarny król · b7 – Biała wieża · b4 – Biały król · g4 – Biały pionek | d8 – Czarny król · b7 – Biała wieża · b4 – Biały król · g4 – Biały pionek | d8 – Czarny król · b7 – Biała wieża · b4 – Biały król · g4 – Biały pionek | d8 – Czarny król · b7 – Biała wieża · b4 – Biały król · g4 – Biały pionek | d8 – Czarny król · b7 – Biała wieża · b4 – Biały król · g4 – Biały pionek | d8 – Czarny król · b7 – Biała wieża · b4 – Biały król · g4 – Biały pionek | d8 – Czarny król · b7 – Biała wieża · b4 – Biały król · g4 – Biały pionek | d8 – Czarny król · b7 – Biała wieża · b4 – Biały król · g4 – Biały pionek | 2 |
| 1 | d8 – Czarny król · b7 – Biała wieża · b4 – Biały król · g4 – Biały pionek | d8 – Czarny król · b7 – Biała wieża · b4 – Biały król · g4 – Biały pionek | d8 – Czarny król · b7 – Biała wieża · b4 – Biały król · g4 – Biały pionek | d8 – Czarny król · b7 – Biała wieża · b4 – Biały król · g4 – Biały pionek | d8 – Czarny król · b7 – Biała wieża · b4 – Biały król · g4 – Biały pionek | d8 – Czarny król · b7 – Biała wieża · b4 – Biały król · g4 – Biały pionek | d8 – Czarny król · b7 – Biała wieża · b4 – Biały król · g4 – Biały pionek | d8 – Czarny król · b7 – Biała wieża · b4 – Biały król · g4 – Biały pionek | 1 |
|   | a                                                                         | b                                                                         | c                                                                         | d                                                                         | e                                                                         | f                                                                         | g                                                                         | h                                                                         |   |

rozwiązanie: 1.Kc5!
|   | a | b | c | d | e | f | g | h |   |
| 8 | c8 – Biały skoczek · c7 – Czarny pionek · a5 – Czarny pionek · b5 – Czarny pionek · c5 – Biały pionek · a4 – Czarny król · b4 – Czarny pionek · b3 – Czarny pionek · b2 – Biały król | c8 – Biały skoczek · c7 – Czarny pionek · a5 – Czarny pionek · b5 – Czarny pionek · c5 – Biały pionek · a4 – Czarny król · b4 – Czarny pionek · b3 – Czarny pionek · b2 – Biały król | c8 – Biały skoczek · c7 – Czarny pionek · a5 – Czarny pionek · b5 – Czarny pionek · c5 – Biały pionek · a4 – Czarny król · b4 – Czarny pionek · b3 – Czarny pionek · b2 – Biały król | c8 – Biały skoczek · c7 – Czarny pionek · a5 – Czarny pionek · b5 – Czarny pionek · c5 – Biały pionek · a4 – Czarny król · b4 – Czarny pionek · b3 – Czarny pionek · b2 – Biały król | c8 – Biały skoczek · c7 – Czarny pionek · a5 – Czarny pionek · b5 – Czarny pionek · c5 – Biały pionek · a4 – Czarny król · b4 – Czarny pionek · b3 – Czarny pionek · b2 – Biały król | c8 – Biały skoczek · c7 – Czarny pionek · a5 – Czarny pionek · b5 – Czarny pionek · c5 – Biały pionek · a4 – Czarny król · b4 – Czarny pionek · b3 – Czarny pionek · b2 – Biały król | c8 – Biały skoczek · c7 – Czarny pionek · a5 – Czarny pionek · b5 – Czarny pionek · c5 – Biały pionek · a4 – Czarny król · b4 – Czarny pionek · b3 – Czarny pionek · b2 – Biały król | c8 – Biały skoczek · c7 – Czarny pionek · a5 – Czarny pionek · b5 – Czarny pionek · c5 – Biały pionek · a4 – Czarny król · b4 – Czarny pionek · b3 – Czarny pionek · b2 – Biały król | 8 |
| 7 | c8 – Biały skoczek · c7 – Czarny pionek · a5 – Czarny pionek · b5 – Czarny pionek · c5 – Biały pionek · a4 – Czarny król · b4 – Czarny pionek · b3 – Czarny pionek · b2 – Biały król | c8 – Biały skoczek · c7 – Czarny pionek · a5 – Czarny pionek · b5 – Czarny pionek · c5 – Biały pionek · a4 – Czarny król · b4 – Czarny pionek · b3 – Czarny pionek · b2 – Biały król | c8 – Biały skoczek · c7 – Czarny pionek · a5 – Czarny pionek · b5 – Czarny pionek · c5 – Biały pionek · a4 – Czarny król · b4 – Czarny pionek · b3 – Czarny pionek · b2 – Biały król | c8 – Biały skoczek · c7 – Czarny pionek · a5 – Czarny pionek · b5 – Czarny pionek · c5 – Biały pionek · a4 – Czarny król · b4 – Czarny pionek · b3 – Czarny pionek · b2 – Biały król | c8 – Biały skoczek · c7 – Czarny pionek · a5 – Czarny pionek · b5 – Czarny pionek · c5 – Biały pionek · a4 – Czarny król · b4 – Czarny pionek · b3 – Czarny pionek · b2 – Biały król | c8 – Biały skoczek · c7 – Czarny pionek · a5 – Czarny pionek · b5 – Czarny pionek · c5 – Biały pionek · a4 – Czarny król · b4 – Czarny pionek · b3 – Czarny pionek · b2 – Biały król | c8 – Biały skoczek · c7 – Czarny pionek · a5 – Czarny pionek · b5 – Czarny pionek · c5 – Biały pionek · a4 – Czarny król · b4 – Czarny pionek · b3 – Czarny pionek · b2 – Biały król | c8 – Biały skoczek · c7 – Czarny pionek · a5 – Czarny pionek · b5 – Czarny pionek · c5 – Biały pionek · a4 – Czarny król · b4 – Czarny pionek · b3 – Czarny pionek · b2 – Biały król | 7 |
| 6 | c8 – Biały skoczek · c7 – Czarny pionek · a5 – Czarny pionek · b5 – Czarny pionek · c5 – Biały pionek · a4 – Czarny król · b4 – Czarny pionek · b3 – Czarny pionek · b2 – Biały król | c8 – Biały skoczek · c7 – Czarny pionek · a5 – Czarny pionek · b5 – Czarny pionek · c5 – Biały pionek · a4 – Czarny król · b4 – Czarny pionek · b3 – Czarny pionek · b2 – Biały król | c8 – Biały skoczek · c7 – Czarny pionek · a5 – Czarny pionek · b5 – Czarny pionek · c5 – Biały pionek · a4 – Czarny król · b4 – Czarny pionek · b3 – Czarny pionek · b2 – Biały król | c8 – Biały skoczek · c7 – Czarny pionek · a5 – Czarny pionek · b5 – Czarny pionek · c5 – Biały pionek · a4 – Czarny król · b4 – Czarny pionek · b3 – Czarny pionek · b2 – Biały król | c8 – Biały skoczek · c7 – Czarny pionek · a5 – Czarny pionek · b5 – Czarny pionek · c5 – Biały pionek · a4 – Czarny król · b4 – Czarny pionek · b3 – Czarny pionek · b2 – Biały król | c8 – Biały skoczek · c7 – Czarny pionek · a5 – Czarny pionek · b5 – Czarny pionek · c5 – Biały pionek · a4 – Czarny król · b4 – Czarny pionek · b3 – Czarny pionek · b2 – Biały król | c8 – Biały skoczek · c7 – Czarny pionek · a5 – Czarny pionek · b5 – Czarny pionek · c5 – Biały pionek · a4 – Czarny król · b4 – Czarny pionek · b3 – Czarny pionek · b2 – Biały król | c8 – Biały skoczek · c7 – Czarny pionek · a5 – Czarny pionek · b5 – Czarny pionek · c5 – Biały pionek · a4 – Czarny król · b4 – Czarny pionek · b3 – Czarny pionek · b2 – Biały król | 6 |
| 5 | c8 – Biały skoczek · c7 – Czarny pionek · a5 – Czarny pionek · b5 – Czarny pionek · c5 – Biały pionek · a4 – Czarny król · b4 – Czarny pionek · b3 – Czarny pionek · b2 – Biały król | c8 – Biały skoczek · c7 – Czarny pionek · a5 – Czarny pionek · b5 – Czarny pionek · c5 – Biały pionek · a4 – Czarny król · b4 – Czarny pionek · b3 – Czarny pionek · b2 – Biały król | c8 – Biały skoczek · c7 – Czarny pionek · a5 – Czarny pionek · b5 – Czarny pionek · c5 – Biały pionek · a4 – Czarny król · b4 – Czarny pionek · b3 – Czarny pionek · b2 – Biały król | c8 – Biały skoczek · c7 – Czarny pionek · a5 – Czarny pionek · b5 – Czarny pionek · c5 – Biały pionek · a4 – Czarny król · b4 – Czarny pionek · b3 – Czarny pionek · b2 – Biały król | c8 – Biały skoczek · c7 – Czarny pionek · a5 – Czarny pionek · b5 – Czarny pionek · c5 – Biały pionek · a4 – Czarny król · b4 – Czarny pionek · b3 – Czarny pionek · b2 – Biały król | c8 – Biały skoczek · c7 – Czarny pionek · a5 – Czarny pionek · b5 – Czarny pionek · c5 – Biały pionek · a4 – Czarny król · b4 – Czarny pionek · b3 – Czarny pionek · b2 – Biały król | c8 – Biały skoczek · c7 – Czarny pionek · a5 – Czarny pionek · b5 – Czarny pionek · c5 – Biały pionek · a4 – Czarny król · b4 – Czarny pionek · b3 – Czarny pionek · b2 – Biały król | c8 – Biały skoczek · c7 – Czarny pionek · a5 – Czarny pionek · b5 – Czarny pionek · c5 – Biały pionek · a4 – Czarny król · b4 – Czarny pionek · b3 – Czarny pionek · b2 – Biały król | 5 |
| 4 | c8 – Biały skoczek · c7 – Czarny pionek · a5 – Czarny pionek · b5 – Czarny pionek · c5 – Biały pionek · a4 – Czarny król · b4 – Czarny pionek · b3 – Czarny pionek · b2 – Biały król | c8 – Biały skoczek · c7 – Czarny pionek · a5 – Czarny pionek · b5 – Czarny pionek · c5 – Biały pionek · a4 – Czarny król · b4 – Czarny pionek · b3 – Czarny pionek · b2 – Biały król | c8 – Biały skoczek · c7 – Czarny pionek · a5 – Czarny pionek · b5 – Czarny pionek · c5 – Biały pionek · a4 – Czarny król · b4 – Czarny pionek · b3 – Czarny pionek · b2 – Biały król | c8 – Biały skoczek · c7 – Czarny pionek · a5 – Czarny pionek · b5 – Czarny pionek · c5 – Biały pionek · a4 – Czarny król · b4 – Czarny pionek · b3 – Czarny pionek · b2 – Biały król | c8 – Biały skoczek · c7 – Czarny pionek · a5 – Czarny pionek · b5 – Czarny pionek · c5 – Biały pionek · a4 – Czarny król · b4 – Czarny pionek · b3 – Czarny pionek · b2 – Biały król | c8 – Biały skoczek · c7 – Czarny pionek · a5 – Czarny pionek · b5 – Czarny pionek · c5 – Biały pionek · a4 – Czarny król · b4 – Czarny pionek · b3 – Czarny pionek · b2 – Biały król | c8 – Biały skoczek · c7 – Czarny pionek · a5 – Czarny pionek · b5 – Czarny pionek · c5 – Biały pionek · a4 – Czarny król · b4 – Czarny pionek · b3 – Czarny pionek · b2 – Biały król | c8 – Biały skoczek · c7 – Czarny pionek · a5 – Czarny pionek · b5 – Czarny pionek · c5 – Biały pionek · a4 – Czarny król · b4 – Czarny pionek · b3 – Czarny pionek · b2 – Biały król | 4 |
| 3 | c8 – Biały skoczek · c7 – Czarny pionek · a5 – Czarny pionek · b5 – Czarny pionek · c5 – Biały pionek · a4 – Czarny król · b4 – Czarny pionek · b3 – Czarny pionek · b2 – Biały król | c8 – Biały skoczek · c7 – Czarny pionek · a5 – Czarny pionek · b5 – Czarny pionek · c5 – Biały pionek · a4 – Czarny król · b4 – Czarny pionek · b3 – Czarny pionek · b2 – Biały król | c8 – Biały skoczek · c7 – Czarny pionek · a5 – Czarny pionek · b5 – Czarny pionek · c5 – Biały pionek · a4 – Czarny król · b4 – Czarny pionek · b3 – Czarny pionek · b2 – Biały król | c8 – Biały skoczek · c7 – Czarny pionek · a5 – Czarny pionek · b5 – Czarny pionek · c5 – Biały pionek · a4 – Czarny król · b4 – Czarny pionek · b3 – Czarny pionek · b2 – Biały król | c8 – Biały skoczek · c7 – Czarny pionek · a5 – Czarny pionek · b5 – Czarny pionek · c5 – Biały pionek · a4 – Czarny król · b4 – Czarny pionek · b3 – Czarny pionek · b2 – Biały król | c8 – Biały skoczek · c7 – Czarny pionek · a5 – Czarny pionek · b5 – Czarny pionek · c5 – Biały pionek · a4 – Czarny król · b4 – Czarny pionek · b3 – Czarny pionek · b2 – Biały król | c8 – Biały skoczek · c7 – Czarny pionek · a5 – Czarny pionek · b5 – Czarny pionek · c5 – Biały pionek · a4 – Czarny król · b4 – Czarny pionek · b3 – Czarny pionek · b2 – Biały król | c8 – Biały skoczek · c7 – Czarny pionek · a5 – Czarny pionek · b5 – Czarny pionek · c5 – Biały pionek · a4 – Czarny król · b4 – Czarny pionek · b3 – Czarny pionek · b2 – Biały król | 3 |
| 2 | c8 – Biały skoczek · c7 – Czarny pionek · a5 – Czarny pionek · b5 – Czarny pionek · c5 – Biały pionek · a4 – Czarny król · b4 – Czarny pionek · b3 – Czarny pionek · b2 – Biały król | c8 – Biały skoczek · c7 – Czarny pionek · a5 – Czarny pionek · b5 – Czarny pionek · c5 – Biały pionek · a4 – Czarny król · b4 – Czarny pionek · b3 – Czarny pionek · b2 – Biały król | c8 – Biały skoczek · c7 – Czarny pionek · a5 – Czarny pionek · b5 – Czarny pionek · c5 – Biały pionek · a4 – Czarny król · b4 – Czarny pionek · b3 – Czarny pionek · b2 – Biały król | c8 – Biały skoczek · c7 – Czarny pionek · a5 – Czarny pionek · b5 – Czarny pionek · c5 – Biały pionek · a4 – Czarny król · b4 – Czarny pionek · b3 – Czarny pionek · b2 – Biały król | c8 – Biały skoczek · c7 – Czarny pionek · a5 – Czarny pionek · b5 – Czarny pionek · c5 – Biały pionek · a4 – Czarny król · b4 – Czarny pionek · b3 – Czarny pionek · b2 – Biały król | c8 – Biały skoczek · c7 – Czarny pionek · a5 – Czarny pionek · b5 – Czarny pionek · c5 – Biały pionek · a4 – Czarny król · b4 – Czarny pionek · b3 – Czarny pionek · b2 – Biały król | c8 – Biały skoczek · c7 – Czarny pionek · a5 – Czarny pionek · b5 – Czarny pionek · c5 – Biały pionek · a4 – Czarny król · b4 – Czarny pionek · b3 – Czarny pionek · b2 – Biały król | c8 – Biały skoczek · c7 – Czarny pionek · a5 – Czarny pionek · b5 – Czarny pionek · c5 – Biały pionek · a4 – Czarny król · b4 – Czarny pionek · b3 – Czarny pionek · b2 – Biały król | 2 |
| 1 | c8 – Biały skoczek · c7 – Czarny pionek · a5 – Czarny pionek · b5 – Czarny pionek · c5 – Biały pionek · a4 – Czarny król · b4 – Czarny pionek · b3 – Czarny pionek · b2 – Biały król | c8 – Biały skoczek · c7 – Czarny pionek · a5 – Czarny pionek · b5 – Czarny pionek · c5 – Biały pionek · a4 – Czarny król · b4 – Czarny pionek · b3 – Czarny pionek · b2 – Biały król | c8 – Biały skoczek · c7 – Czarny pionek · a5 – Czarny pionek · b5 – Czarny pionek · c5 – Biały pionek · a4 – Czarny król · b4 – Czarny pionek · b3 – Czarny pionek · b2 – Biały król | c8 – Biały skoczek · c7 – Czarny pionek · a5 – Czarny pionek · b5 – Czarny pionek · c5 – Biały pionek · a4 – Czarny król · b4 – Czarny pionek · b3 – Czarny pionek · b2 – Biały król | c8 – Biały skoczek · c7 – Czarny pionek · a5 – Czarny pionek · b5 – Czarny pionek · c5 – Biały pionek · a4 – Czarny król · b4 – Czarny pionek · b3 – Czarny pionek · b2 – Biały król | c8 – Biały skoczek · c7 – Czarny pionek · a5 – Czarny pionek · b5 – Czarny pionek · c5 – Biały pionek · a4 – Czarny król · b4 – Czarny pionek · b3 – Czarny pionek · b2 – Biały król | c8 – Biały skoczek · c7 – Czarny pionek · a5 – Czarny pionek · b5 – Czarny pionek · c5 – Biały pionek · a4 – Czarny król · b4 – Czarny pionek · b3 – Czarny pionek · b2 – Biały król | c8 – Biały skoczek · c7 – Czarny pionek · a5 – Czarny pionek · b5 – Czarny pionek · c5 – Biały pionek · a4 – Czarny król · b4 – Czarny pionek · b3 – Czarny pionek · b2 – Biały król | 1 |
|   | a | b | c | d | e | f | g | h |   |

rozwiązanie: 1.Se7!

Pełne rozwiązania:
zadanie nr 1:
- 1.Sg1 h:g1 2.Wg1+ Kh2 3.Wg2+ Kh1 4.e4 f5 5.e:f5 Wh2 6.Wg1 mat
- 1.Sg1 f5 2.S:h3 f4 3.S:f4 h3 4.W:g3 h4 5.Sh5 h:g3 6.S:g3 mat

zadanie nr 2:
- 1.Ha1! d3 2.Hc3 e3 3.ed3 e4 4.dc4 mat
- 1.Ha1! d3 2.Hc3 e3 3.ed3 e2 4.Hc4 mat
- 1.Ha1! d3 2.Hc3 e3 3.ed3 cd 4.Hd3 mat
- 1.Ha1! d3 2.Hc3 d2/de 3.Hd2 mat
- 1.Ha1! c3 2.Ha2+ c4 3.Ha5+ c5 4.Ha8 mat
- 1.Ha1! e3 2.Hh1+ e4 3.Hh5+ e5 4.Hf7 mat

zadanie nr 3:
- 1.Kc5 Kc8 2.Wf7 Kd8 3.g5 Ke8 4.g6 Kd8 5.g7 Kx 6.g8W/H mat
- 1.Kc5 Ke8 2.Kd6 Kf8 3.Ke6 Kg8 4.Kf6 Kh8 5.Kg6 Kg8 6.Wb8 mat

zadanie nr 4:
- 1.Se7 c6 2.Sd5 c:d5 3.c6 d4 4.c7 d3 5.c8S d2 6.Sb6 mat